# My Life (singel Game’a)
My Life – singiel amerykańskiego rapera The Game’a. Utwór pochodzi z albumu pt L.A.X. z roku 2008. Gościnnie występuje raper Lil Wayne. Singiel został wyprodukowany przez duet Cool & Dre.

## Teledysk
Teledysk został wyreżyserowany przez Bryana Barbera, swoją premierę miał 15 sierpnia, 2008 r. w programie FNMTV. Akcja klipu dzieje się najczęściej na cmentarzu i okolicach miasta Compton. Gościnnie w teledysku występują Birdman, Cool & Dre, i Young Buck.